# ピジン語
ピジン語（ピジンご、Pijin Language）は、ソロモン諸島で話される言語。
パプアニューギニアのトク・ピシン、バヌアツのビスラマ語、オーストラリアのクイーンズランド州にあるトレス海峡諸島のトレス海峡諸島クレオール語と密接に関連している。
ピジン語はおよそ70万人の使用者がいて、ラテン文字で表記される。